# Меллемсетер, Стеффен
Сте́ффен Р. Меллемсе́тер (норв. Steffen R. Mellemseter; род. 26 июля 1989, Оппдал, Сёр-Трёнделаг) — норвежский кёрлингист.

## Достижения
- Чемпионат Норвегии по кёрлингу среди мужчин: серебро (2013), бронза (2014).
- Чемпионат мира по кёрлингу среди юниоров: бронза (2011).

## Команды
| Сезон   | Четвёртый                 | Третий               | Второй                | Первый                  | Запасной                                              | Турниры             |
| ------- | ------------------------- | -------------------- | --------------------- | ----------------------- | ----------------------------------------------------- | ------------------- |
| 2006—07 | Stein Fredrik Mellemseter | Стеффен Меллемсетер  | Кристиан Рольвсьорд   | Маркус Хёйберг          | Øyvind Rogstad тренер: Пауль Энгер                    | ЧМЮ 2007 (7 место)  |
| 2007—08 | Кристиан Рольвсьорд       | Стеффен Вальстад     | Стеффен Меллемсетер   | Маркус Хёйберг          | Joacim Suther тренер: Пауль Энгер                     | ЧМЮ 2008 (4 место)  |
| 2008—09 | Кристиан Рольвсьорд       | Стеффен Вальстад     | Стеффен Меллемсетер   | Маркус Хёйберг          | Joacim Suther Frode Bjerke (ЧМЮ) тренер: Stig Høiberg | ЧМЮ 2009 (5 место)  |
| 2009—10 | Маркус Хёйберг            | Стеффен Меллемсетер  | Стеффен Вальстад      | Anders Bjoergum         |                                                       |                     |
| 2009—10 | Маркус Хёйберг            | Стеффен Меллемсетер  | Стеффен Вальстад      | Магнус Недреготтен      | Truls Rolvsjord тренер: Stig Høiberg                  | ЧМЮ 2010 (5 место)  |
| 2010—11 | Стеффен Меллемсетер       | Маркус Снёве Хёйберг | Магнус Недреготтен    | Сандер Рёлвог           | Эйрик Мён тренер: Stig Høiberg                        | ЧМЮ 2011            |
| 2011—12 | Стеффен Меллемсетер       | Маркус Снёве Хёйберг | Haavard Mellem        | Магнус Недреготтен      | Стейн Меллемсетер                                     |                     |
| 2012—13 | Стеффен Меллемсетер       | Стеффен Вальстад     | Haavard Mellem        | Магнус Недреготтен      | Стейн Меллемсетер                                     | ЧНМ 2013            |
| 2013—14 | Маркус Хёйберг            | Стеффен Вальстад     | Магнус Недреготтен    | Сандер Рёлвог           | Стеффен Меллемсетер                                   | ЧНМ 2014            |
| 2016—17 | Stig Høiberg              | Стеффен Меллемсетер  | Anders Bjørgum        | Вильгельм Несс          | Sondre Snøve Høiberg                                  | ЧНМ 2017 (14 место) |
| 2017—18 | Стеффен Меллемсетер       | Вильгельм Несс       | Мартин Сесакер        | Harald Skarsheim Rian   | Эйрик Мён                                             | ЧНМ 2018 (6 место)  |
| 2017—18 | Стеффен Вальстад          | Маркус Хёйберг       | Магнус Недреготтен    | Магнус Трульсен Вогберг | Стеффен Меллемсетер тренер: Томас Лёвольд             | ЧМ 2018 (5 место)   |
| 2018—19 | Стеффен Вальстад          | Маркус Хёйберг       | Магнус Недреготтен    | Магнус Вогберг          | Стеффен Меллемсетер (ЧЕ) тренер: Томас Лёвольд        | ЧЕ 2018 (5 место)   |
| 2018—19 | Стеффен Меллемсетер       | Вильгельм Несс       | Harald Skarsheim Rian | Сандер Рёлвог           | Мартин Сесакер                                        | ЧНМ 2019 (13 место) |
| 2019—20 | Стеффен Меллемсетер       | Вильгельм Несс       | Harald Skarsheim Rian | Эйрик Мён               | Йёрген Мюран                                          | ЧНМ 2020 (5 место)  |
| 2021—22 | Стеффен Меллемсетер       | Ingebrikt Bjørnstad  | Вильгельм Несс        | Harald Skarsheim Rian   |                                                       | ЧНМ 2022 (7 место)  |
| 2022—23 | Стеффен Меллемсетер       | Кристиан Рольвсьорд  | Эйрик Мён             | Truls Rolvsjord         | Sondre Snøve Høiberg                                  | ЧНМ 2023 (6 место)  |

(скипы выделены полужирным шрифтом)